# Electric Ladyland
Electric Ladyland — третий и последний студийный альбом группы The Jimi Hendrix Experience и последний студийный альбом, выпущенный при жизни Хендрикса до его смерти в 1970 году. Изданный Reprise Records в Северной Америке 16 октября 1968 года и Track Records в Великобритании девять дней спустя, двойной альбом стал единственной записью группы, спродюсированной Хендриксом. К середине ноября он занял первое место в чартах США, где провёл две недели на первом месте. Electric Ladyland стал самым коммерчески успешным релизом группы Experience и их единственным альбомом номер один. Его пик пришёлся на шестую строчку в Великобритании, где он провёл 12 недель в чарте.
В Electric Ladyland вошла кавер-версия песни Боба Дилана «All Along the Watchtower», которая стала самым продаваемым синглом Experience, заняв шестое место в Великобритании и 20-е в США. Хотя в 1968 году альбом вызвал недоумение критиков, с тех пор он считается лучшей работой Хендрикса и одной из величайших рок-пластинок всех времён. Electric Ladyland был включён во многие списки величайших альбомов, включая список «100 величайших альбомов» 2003 года журнала Q и списки «500 величайших альбомов всех времён», составленные Rolling Stone в 2003 и 2020 году, в которых он занял 54-е и 53-е места, соответственно.

## Запись и производство
The Experience начали записывать Electric Ladyland на нескольких студиях в США и Великобритании с июля 1967 года по январь 1968 года. Запись возобновилась 18 апреля 1968 года на недавно открытой студии Record Plant в Нью-Йорке, с Чесом Чандлером в качестве продюсера и инженерами Эдди Крамером и Гэри Келлгреном.
Хендрикс был известен своим студийным перфекционизмом; он и барабанщик Митч Митчелл записали более 50 дублей «Gypsy Eyes» за три сессии. . Хендрикс был неуверен в своём голосе и часто записывал свой вокал, спрятавшись за студийными перегородками. Он сам исполнил бэк-вокал в заглавной композиции и в песне «Long Hot Summer Night». По мере записи Чендлер стал разочаровываться перфекционизмом Хендрикса и его требованиями дублей.
Хендрикс позволил друзьям и гостям присоединиться к ним в студии, что способствовало хаотичной и многолюдной обстановке в контрольной комнате и привело к тому, что Чендлер разорвал свои профессиональные отношения с Хендриксом. Басист Ноэль Реддинг вспоминал: «В студии были массы людей; вы не могли двигаться. Это была вечеринка, а не сессия».
Реддингу, который в середине 1968 года создал собственную группу Fat Mattress, было все труднее выполнять свои обязательства перед Experience, поэтому многие басовые партии исполнял Хендрикс. На обложке альбома указано, что он был «спродюсирован и срежиссирован Джими Хендриксом». Двойной LP стал единственным альбомом Experience, смикшированным полностью в стерео.
Хендрикс экспериментировал с другими комбинациями музыкантов, включая Джека Касади из Jefferson Airplane и Стива Уинвуда из Traffic, который играл на басу и органе в пятнадцатиминутном медленном блюзовом джеме «Voodoo Chile». Хендрикс появился на импровизированном джеме с Би Би Кингом, Элом Купером и Элвином Бишопом.

## Музыка
По словам музыкального журналиста , Electric Ladyland — «несомненно, рок-альбом, хотя рок и находится на стадии эволюции во что-то другое». Джон Робинсон из журнала Uncut сказал, что его музыка примиряет психоделический поп ранних записей Хендрикса с агрессивным фанком, который он будет исследовать в альбоме 1970 года Band of Gypsys. Во время записи альбома Крамер экспериментировал с инновационными студийными техниками, такими как бэкмаскинг, эффект хоруса, эхо и фланжер, что, по словам Куба Коды из AllMusic, позволило реконтекстуализировать психоделические и фанковые звуки Хендрикса в альбоме.
Electric Ladyland — это срез широкого диапазона музыкальных талантов Хендрикса. Он включает примеры нескольких жанров и стилей музыки: психоделическая «Burning of the Midnight Lamp», британский сингл предыдущего лета (1967), продолжительный блюзовый джем «Voodoo Chile», R&B в новоорлеанском стиле Эрла Кинга «Come On», эпическая студийная постановка «1983… (A Merman I Should Turn to Be)», социальный комментарий «House Burning Down» и брит-поп шестидесятых годов Ноэля Реддинга «Little Miss Strange». В альбом также вошла электрическая переработка классической песни Боба Дилана «All Along the Watchtower», которая была хорошо принята как критиками, так и самим Диланом, а также «Voodoo Child (Slight Return)», ставшая основным элементом как радио, так и гитарного репертуара. Журналист Rolling Stone Холли Джордж-Уоррен похвалил «Crosstown Traffic» за её хард-роковый гитарный рифф.
Песня «All Along the Watchtower» стала самым продаваемым синглом группы и их единственным хитом в Топ-40 в США, достигнув 20-го места; в Великобритании она достигла 5-го места. Альбом также включал одно из самых заметных применений Хендриксом педали вау-вау в песне «Burning of the Midnight Lamp», которая достигла 18-го места в чартах Великобритании.

## Обложка

Внешняя обложка для пластинки в Великобритании, выполненная фотографом Дэвидом Монтгомери, и позднее переиздание Polydor, распространённое в Европе.

Хендрикс написал в Reprise письмо с описанием того, что он хотел бы получить для обложки, но его в основном игнорировали. Он напрямую попросил цветную фотографию Линды Маккартни (в то время Линда Истман), на которой группа сидит с детьми на скульптуре по мотивам «Алисы в стране чудес» в Центральном парке, и нарисовал её для сравнения. Вместо этого компания использовала размытую красно-жёлтую фотографию его головы во время выступления в Saville Theatre, сделанную Карлом Феррисом.
Track Records использовала свой художественный отдел, который создал изображение для обложки фотографа Дэвида Монтгомери, который также снял портрет Хендрикса на внутренней стороне обложки, изображающий девятнадцать обнажённых женщин, отдыхающих на чёрном фоне. Хендрикс выразил недовольство и удивление по поводу этой обложки с изображением «голой женщины» (но позже сказал журналу Rolling Stone, что ему «все равно понравилось»), так же, как он был недоволен обложкой Axis: Bold as Love, которую он считал неуважительной. Обложка была запрещена несколькими магазинами звукозаписи как «порнографическая», в то время как другие продавали альбом с вывернутой наизнанку обложкой или в коричневой обёртке.

Передняя обложка Алена Дистера для выпуска Barclay

Во Франции и странах Бенилюкса записи Хендрикса выпускал лейбл Barclay Records, а на Electric Ladyland была размещена фотография Алена Дистера на обложке, а также фотографии Жан-Пьера Лелуара и Дональда Сильверстайна на внутренней стороне обложки.

## Релиз и отзывы
Electric Ladyland вышел в США 16 октября 1968 года . Это был «хитовый психоделический альбом», как позже писал Ричи Унтербергер, и к середине ноября он достиг первого места в США, проведя две недели на вершине поп-чартов. Двойной LP стал самым коммерчески успешным релизом группы Experience и единственным альбомом Хендрикса, получившим первое место. В Великобритании он достиг шестого места и продержался в чартах 12 недель.
Electric Ladyland смутил современных критиков; рецензенты хвалили некоторые его песни, но считали, что альбому не хватает структуры и он звучит слишком плотно. Melody Maker назвал его «смешанным и беспорядочным», за исключением «All Along the Watchtower», которую журнал назвал шедевром. Рецензируя альбом для Rolling Stone в 1968 году, Тони Гловер сказал, что оригинальные песни Хендрикса иногда звучат неструктурированно, и был несколько разочарован «тяжёлой гитарой» на «1983…». (A Merman I Should Turn to Be)" и научно-фантастическое завершение «House Burning Down». В конечном итоге Гловер оценил «энергетический поток», объединяющий песни, и назвал Хендрикса «потрясающим», добавив, что Electric Ladyland служит «расширенным взглядом в голову Хендрикса, и в основном в ней, кажется, есть довольно хорошие вещи (кто из нас полностью свободен от ментального мусора?)». Роберт Кристгау был более восторжен в Stereo Review, назвав альбом взрывной демонстрацией «самой важной недавней инновации рока» — эстетики «тяжёлой» гитары — и «интегрированной работой над собой в нескольких отношениях». Он нашёл производство исключительным — «лучшая работа стерео ради него самого, которую я знаю» — и был удивительно впечатлён качеством текстов. В то время как большинство гитаристов в роке считали импровизацию простым занятием, Кристгау сказал: «Хендрикс добивается уникальных эффектов, эффектов, которые вы никогда не получите от Кенни Баррелла», приведя в качестве примера «Voodoo Chile». Позже он назвал Electric Ladyland пятым лучшим альбомом 1968 года в своём голосовании для опроса критиков журнала Jazz & Pop.

### Переоценка
| Ретроспективные профессиональные рецензии | Ретроспективные профессиональные рецензии |
| Совокупная оценка                         | Совокупная оценка                         |
| Источник                                  | Оценка                                    |
| ----------------------------------------- | ----------------------------------------- |
| Metacritic                                | 97/100 (делюксовое издание)               |
| Оценки критиков                           |                                           |
| Источник                                  | Оценка                                    |
| AllMusic                                  | [ 14 ]                                    |
| Blender                                   | [ 38 ]                                    |
| Down Beat                                 | [ 39 ]                                    |
| Encyclopedia of Popular Music             | [ 40 ]                                    |
| The Great Rock Discography                | 10/10                                     |
| PopMatters                                | 10/10                                     |
| Q                                         | [ 43 ]                                    |
| The Rolling Stone Album Guide             | [ 44 ]                                    |
| Tom Hull – on the Web                     | A                                         |
| Uncut                                     | [ 13 ]                                    |

Со временем мнение критиков о Electric Ladyland значительно улучшилось, автор и музыковед Джон Перри назвал его «одним из величайших двойных альбомов в роке». По словам автора Майкла Хитли, «большинство критиков согласны», что альбом стал «наиболее полной реализацией далеко идущих амбиций Джими»; редактор Guitar World Ноэ Голдвассер назвал его величайшей работой . В книге Тома Ларсона «История рок-н-ролла» 2004 года альбом также был признан одним из важнейших хард-роковых альбомов, а обозреватель Clash Робин Мюррей назвал его «настоящей классикой эпохи психоделического рока». В ретроспективной рецензии для журнала Blender Кристгау написал, что это окончательное произведение психоделической музыки, описав альбом как «ауральную утопию, вмещающую в себя как укоренившийся конфликт, так и сладкую, смутную духовную тоску, скреплённую мастером-музыкантом». По мнению Шарлотты Грейг, Electric Ladyland, как и Are You Experienced, был «новаторским, познакомив слушателей со стилем психоделического рока, уходящим корнями в блюз».. Критик The Washington Post Джеффри Хаймс назвал его образцовым релизом прогрессивного соул-развития 1968—1973 годов. Автор Эми Уоллес назвала альбом «классикой кислотного рока».
Electric Ladyland был включён во многие списки величайших альбомов, в том числе занял 10 место в списке 100 величайших рок-альбомов всех времён по версии журнала Classic Rock, и 37 место в списке 100 лучших альбомов всех времён по версии The Times. Музыкальный журналист и писатель Питер Доггетт утверждал, что этот альбом, скорее всего, является величайшим рок-альбомом всех времён из-за его исключительной концепции, искусных мелодий, экспериментов и мастерства музыкантов, которые, по его мнению, остаются непревзойдёнными ни одним другим рок-артистом. Альбом был включён в «Основную библиотеку записей» 1950-х и 1960-х годов, опубликованную в Christgau's Record Guide: Rock Albums of the Seventies (1981). В 2000 году он занял 32 место в списке Колина Ларкина 1000 лучших альбомов всех времён. В 2003 году журнал Q назвал Electric Ladyland одним из 100 величайших альбомов, а Rolling Stone поместил его на 54 место в своей публикации «500 величайших альбомов всех времён». (Пересмотренный Rolling Stone в 2020 году список поднял его до 53 места).

## Список композиций
В оригинальных альбомах американского лейбла Reprise и британского лейбла Track не было указано время звучания песен. Продолжительность треков взята из международного альбома Polydor Production 1968 года. Все песни написаны Джими Хендриксом, за исключением тех случаев, когда это указано.
| №  | Название                                                                                           | Длительность |
| -- | -------------------------------------------------------------------------------------------------- | ------------ |
| 1. | «...And the Gods Made Love»                                                                        | 1:19         |
| 2. | «Have You Ever Been (To Electric Ladyland)» ("Electric Ladyland" на развороте британского издания) | 2:08         |
| 3. | «Crosstown Traffic» ("Cross Town Traffic" на британском лейбле)                                    | 2:25         |
| 4. | «Voodoo Chile»                                                                                     | 14:50        |

| №  | Название                                          | Автор(ы)      | Длительность |
| -- | ------------------------------------------------- | ------------- | ------------ |
| 1. | «Little Miss Strange»                             | Ноэль Реддинг | 2:47         |
| 2. | «Long Hot Summer Night»                           |               | 3:21         |
| 3. | «Come On (Part 1)» ("Come On" on UK edition)      | Эрл Кинг      | 4:04         |
| 4. | «Gypsy Eyes» ("Gipsy Eyes" на британском издании) |               | 3:38         |
| 5. | «Burning of the Midnight Lamp»                    |               | 3:33         |

| №  | Название                                     | Длительность |
| -- | -------------------------------------------- | ------------ |
| 1. | «Rainy Day, Dream Away»                      | 3:39         |
| 2. | «1983... (A Merman I Should Turn to Be)»     | 13:25        |
| 3. | «Moon, Turn the Tides....Gently Gently Away» | 0:58         |

| №                   | Название                                                                              | Автор(ы)            | Длительность |
| ------------------- | ------------------------------------------------------------------------------------- | ------------------- | ------------ |
| 1.                  | «Still Raining, Still Dreaming»                                                       |                     | 4:19         |
| 2.                  | «House Burning Down»                                                                  |                     | 4:26         |
| 3.                  | «All Along the Watchtower»                                                            | Боб Дилан           | 3:54         |
| 4.                  | «Voodoo Child (Slight Return)» ("Voodoo Chile (Slight Return)" на британском издании) |                     | 5:06         |
| Общая длительность: | Общая длительность:                                                                   | Общая длительность: | 73:56        |

## Участники записи

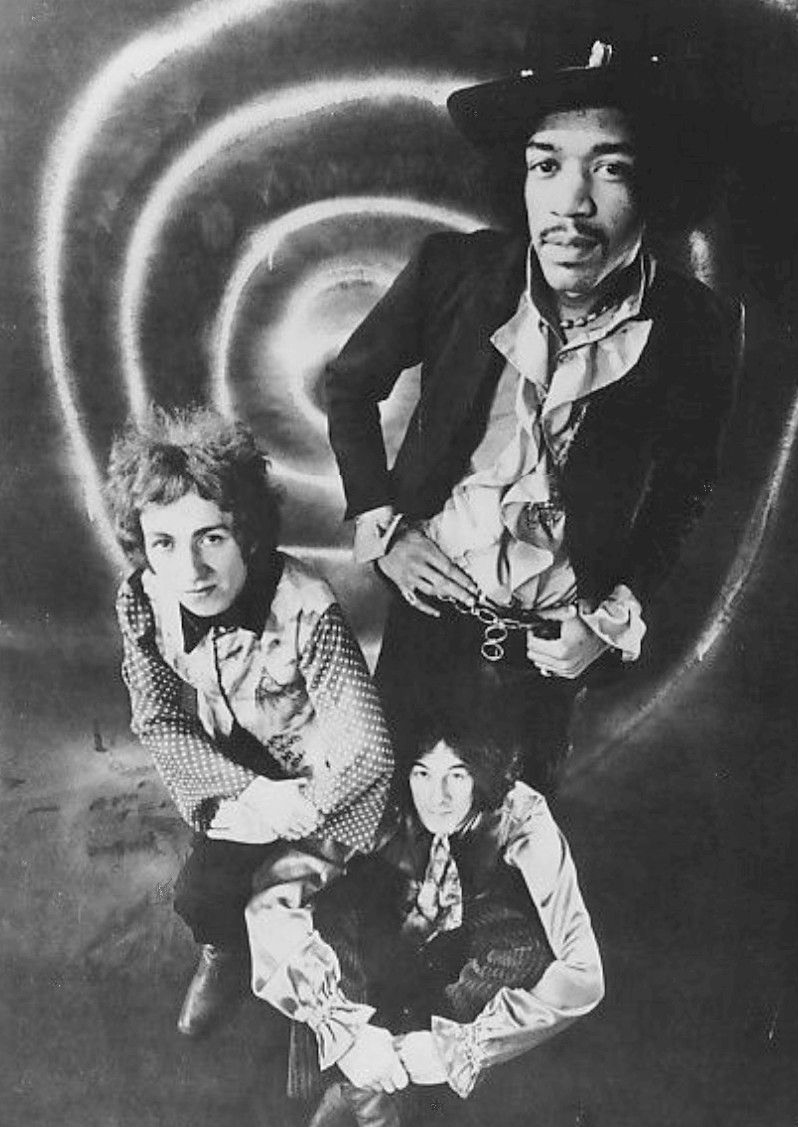
ноябрь 1968 года

Кредиты взяты из примечаний к компакт-диску MCA 1993 года.
The Jimi Hendrix Experience
- Джими Хендрикс — вокал, гитара, фортепиано, перкуссия, электрический клавесин; бас-гитара в песнях «Have You Ever Been (To Electric Ladyland)», «Long Hot Summer Night», «Gypsy Eyes», «1983…», «House Burning Down» и «All Along the Watchtower»; расчёска и папиросная бумага[англ.] в песне «Crosstown Traffic»
- Ноэль Реддинг — бэк-вокал, бас-гитара в песнях «Crosstown Traffic», «Little Miss Strange», «Come On», «Burning of the Midnight Lamp» и «Voodoo Child (Slight Return)»; акустическая гитара и вокал в песне «Little Miss Strange»
- Митч Митчелл — бэк-вокал, ударные, перкуссия во всех треках, кроме «Rainy Day, Dream Away» и «Still Raining, Still Dreaming»; ведущий вокал в песне «Little Miss Strange»

Дополнительные музыканты
- Крис Вуд — флейта на «1983… (A Merman I Should Turn to Be)»
- Фредди Смит — тенор-саксофон в песнях «Rainy Day, Dream Away» и «Still Raining, Still Dreaming»
- Стив Уинвуд — орган Хаммонда на «Voodoo Chile»
- Майк Финниган[англ.] — орган в песнях «Rainy Day, Dream Away» и «Still Raining, Still Dreaming»
- Эл Купер — фортепиано в песне «Long Hot Summer Night»
- Дэйв Мэйсон — двенадцатиструнная гитара, бэк-вокал в песнях «Crosstown Traffic» и «All Along the Watchtower»
- Джек Касади[англ.] — бас-гитара в песне «Voodoo Chile».
- Бадди Майлз — ударные в песнях «Rainy Day, Dream Away» и «Still Raining, Still Dreaming»
- Ларри Фосетт — конгас в песнях «Rainy Day, Dream Away» и «Still Raining, Still Dreaming»
- Брайан Джонс — перкуссия в песне «All Along the Watchtower»
- The Sweet Inspirations — бэк-вокал в песне «Burning of the Midnight Lamp»

Производство
- Джими Хендрикс — продюсер, сведение, аранжировки, примечания к пластинке в США
- Эдди Крамер, Гэри Келлгрен[англ.] — звукорежиссёры, сведение
- Дэвид Кинг — дизайн обложки альбома в Великобритании
- Дэвид Монтгомери[англ.] — внешнее оформление обложки и фотографии внутри альбома в Великобритании
- Карлом Феррисом[англ.] — дизайн обложки в США
- Эд Трэшер[англ.] — художественное оформление в США
- Линда Истман, Дэвид Сайгалл — фотосъёмка обложки в США

Цифровой ремастеринг
- Ли Хершберг — первоначальный выпуск компакт-диска
- Джо Гаствирт[англ.] — выпуск компакт-диска в 1989 году
- Эдди Крамер, Джордж Марино — выпуск компакт-диска в 1997 году
- Берни Грундман[англ.], Скотт Седило — юбилейный компакт-диск 2018 года

## Чарты и сертификации
| Чарт (1968)                      | Высшая позиция |
| -------------------------------- | -------------- |
| Канада (RPM Top 50 Albums)       | 1              |
| Германия                         | 12             |
| Норвегия                         | 13             |
| Великобритания (Official Charts) | 6              |
| США (Billboard 200)              | 1              |
| США (Top R&B Albums)             | 5              |

Сертификации

| Регион                                                      | Сертификация  | Продажи    |
| ----------------------------------------------------------- | ------------- | ---------- |
| Франция (SNEP)                                              | Золотой       | 269,375    |
| Великобритания (BPI)                                        | Золотой       | 100 000*   |
| США (RIAA)                                                  | 2× Платиновый | 2 000 000^ |
| ^ Данные о тиражах приведены только на основе сертификации. |               |            |

## Комментарии
1. ↑  Американский сингл, выпущенный 2 сентября 1968 года: «All Along the Watchtower» с би-сайдом «Burning of the Midnight Lamp»;[1] британский сингл, выпущенный 18 октября 1968 года с би-сайдом "Long Hot Summer Night"[2]
2. ↑   Американский сингл, выпущенный 18 ноября 1968 года: «Crosstown Traffic» с би-сайдом «Gypsy Eyes»; британский сингл, выпущенный 4 апреля 1969 года, с немного другими названиями: «Cross Town Traffic» сби-сайдом «Gipsy Eyes»
3. ↑  В марте 1968 года Джим Моррисон из The Doors присоединился к Хендриксу на сцене клуба Scene в Нью-Йорке.[11]